# Albin Frehse
Albin Frehse (* 10. Februar 1878 in Leipzig; † 31. Januar 1973 ebenda) war ein deutscher Hornist und Professor an der Hochschule für Musik Leipzig.

## Leben

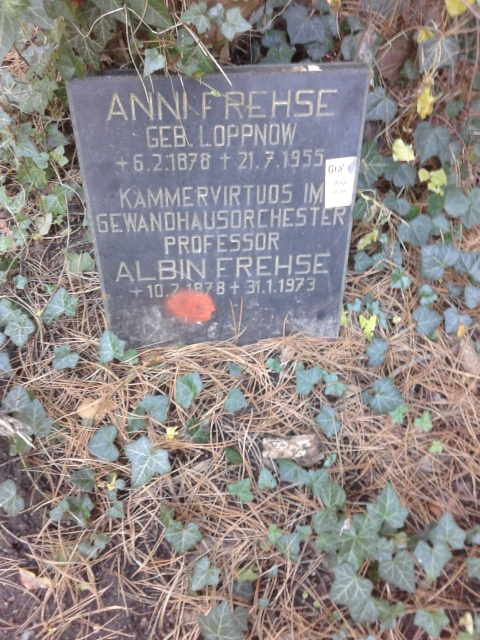
Grabplatte Südfriedhof Leipzig, XVII. Abteilung (Grabstelle aufgelassen)

Albin Frehse studierte am  kgl. Konservatorium der Musik in Leipzig beim 1. Hornisten des Gewandhausorchesters Arno Rudolph. Vor seiner Anstellung am Gewandhausorchester spielte er u. a. an der Oper Warschau, im Orchester von Hans Winderstein und im städtischen Orchester Magdeburg.
Frehse war vom 1. Juni 1903 bis 1939 Hornist im Gewandhausorchester in Leipzig. Bis 1946 spielte er aber weiterhin in diesem Orchester als Kriegsaushilfe mit. Er war Mitglied des Gewandhaus-Bläserquintetts. Von 1926 bis 1958 unterrichtete er im Fach Horn an der Hochschule für Musik in Leipzig. 1948 wurde er zum Professor ernannt.
Er komponierte vier Hornkonzerte, zwei davon wurden gedruckt, außerdem zahlreiche Etüden für Horn, Duos, Trios und Quartette für mehrere Hörner.
Zu Albin Frehses Schülern gehören Erich Penzel, Hermann Märker, Waldemar Schieber, Amand Schwantge, Werner Seltmann und sein Neffe Karl Otto August Frehse. Alle Genannten waren später Mitglieder des Gewandhausorchesters. Anlässlich Frehses 90. Geburtstags erklang am 3. April 1968 in einem Gewandhauskonzert eines seiner Hornkonzerte, gespielt von Waldemar Schieber.
Albin Frehse war Mitglied der Freimaurerloge Minerva zu den drei Palmen.